# The Journey of the Yak
The Journey of the Yak is het eerste studioalbum van de Britse muziekgroep Yak dat boven het maaiveld uitkomt van de grote verzamelbak progressieve rock waarin hun eerdere albums bleven steken. Martin Morgan, enig oorspronkelijk lid, verzamelde een tweetal musici om zich heen. Dave Speight, slagwerk, had zijn sporen in de popmuziek al verdiend, hij heeft eerder samengespeeld met Peter Banks, medeoprichter van Yes en Whimwise, een vervolg op The Enid. Gary Bennett kwam erbij op basgitaar. De band ging gedurende de termijn april – augustus 28 de studio in en kwam in oktober 2008 met dit album naar buiten. De muziek is progressieve rock uit de jaren 70. Wat opvalt is dat er geen gitarist meespeelt, maar dat er wel gitaargeluiden à la Steve Hackett lijken te klinken; ze zijn afkomstig uit de synthesizer van Morgan.
Of de groep het zal brengen tot een professionele band lijkt vooralsnog niet te verwachten; inkomsten uit de verkoop gaan niet naar de bandleden zelf maar naar een asiel, niet voor het betalen van bestuursleden etc., maar voor het kopen van voedsel.

## Composities
Allen van Martin Morgan
1. Gates of Moria
2. Entangled in Dreams
3. Jadis of Charn
4. March of the Huorns
5. Deadly Departed
6. Journey of the Yak